# Jeurre
Jeurre település Franciaországban, Jura megyében. Lakosainak száma 238 fő (2022. január 1.). Jeurre Montcusel, Lavancia-Epercy, Martigna, Vaux-lès-Saint-Claude, Villards-d’Héria és Lavans-lès-Saint-Claude községekkel határos.

## Népesség
A település népességének változása:
| Lakosok száma | 142  | 153  | 220  | 257  | 259  | 267  | 270  | 269  | 258  | 238  |
|               | 1968 | 1982 | 1990 | 2006 | 2013 | 2015 | 2017 | 2019 | 2020 | 2022 |